# Procedimenti di cinematografia a colori
I tentativi per ottenere la riproduzione dei colori nelle immagini cinematografiche sono stati numerosi. Nel periodo in cui le ricerche furono più intense, cioè fra il 1928 e il 1948, furono proposti più di mille procedimenti diversi.
Fino a quando ebbero inizio le prime esperienze concrete per ottenere immagini colorate per sintesi additiva o sottrattiva a partire da due o tre colori primari, fu tentata con successo la colorazione a mano dei singoli fotogrammi dei film.
Nel seguito è riportata, senza la pretesa che sia esaustiva, date le
premesse, una lista dei vari procedimenti di cinematografia a colori
che si sono succeduti dalla fine dell'800 ai giorni nostri. Alcuni nomi sono ripetuti perché sono stati usati, in tempi diversi, per procedimenti diversi. 

## Legenda
- Procedimento - Nome del procedimento ed eventuali nomi alternativi.
- Intr. - Anno in cui si è avuta notizia del procedimento (perché è stato annunciato, o brevettato, o perché è stato proiettato un film). Se le fonti non sono concordi, fra parentesi sono indicate date alternative.
- Abb. - Anno in cui il procedimento è stato abbandonato (il punto di domanda dopo l'anno indica che la data non è certa).
- Sintesi - Metodo con cui si ottiene durante la proiezione la sintesi dei colori: additiva (i colori sono ottenuti per sintesi additiva), sottrattiva (i colori sono ottenuti per sintesi sottrattiva).
- Prim. - Numero di colori primari usati per la sintesi dei colori.
- Inventore/i - L'inventore o gli inventori del procedimento o la ditta che l'ha brevettato.
- Primo film - Il primo film noto che ha fatto uso del procedimento.

| Procedimento                                        | Intr.              | Abb.                                       | Sintesi                | Prim.  | Inventore/i                                                               | Primo film                                    |
| --------------------------------------------------- | ------------------ | ------------------------------------------ | ---------------------- | ------ | ------------------------------------------------------------------------- | --------------------------------------------- |
| Lee-Turner Colour                                   | 1899               | 1904                                       | Additiva               | 3      | Edward Raymond Turner                                                     | No (solo sperimentale)                        |
| Kinemacolour                                        | 1906               | 1935                                       | Additiva               | 2      | George Albert Smith                                                       | A Visit to the Seaside (1908)                 |
| Warner-Powrie                                       | 1906               |                                            | Additiva (mosaico)     |        | John Hutchison Powrie                                                     | Film senza titolo (1928)                      |
| Biocolour                                           | 1908               |                                            | Additiva               | 2      | William Friese-Greene                                                     | The Earl of Camelot (1914)                    |
| Keller-Dorian                                       | 1908               |                                            | Additiva (lenticolare) |        | Albert Keller-Dorian, Franzosen Rodolphe Berthon                          | Sconosciuto                                   |
| Cinecolorgraph                                      | 1912               |                                            | Sottrattiva            | 2      | A. Hernandez-Mejia                                                        | Sconosciuto                                   |
| Brewster Color                                      | 1913               |                                            | Sottrattiva            | 2      | Percy Douglas Brewster                                                    | Sconosciuto                                   |
| Chronochrome, Gaumontcolor, Gaumont Color           | 1913 (1912)        |                                            | Additiva               | 3      | Leon Gaumont                                                              | Victory Parade in Paris (1919)                |
| Cokin                                               | 1913               |                                            | Additiva               | 2      |                                                                           |                                               |
| Prizma                                              | 1913 (1917)        | 1919                                       | Additiva               | 2      | William van Doren Kelley                                                  | Our Navy (1918)                               |
| Cinechrome                                          | 1914               |                                            | Additiva               | 3      | Colin Bennett                                                             | Prince of Wales in India (1921)               |
| Kodachrome                                          | 1915 (1916)        |                                            | Sottrattiva            | 2      | John G. Capstaff, Eastman-Kodak                                           | Sconosciuto                                   |
| Colcim Color                                        | 1916 (circa)       |                                            | Additiva               | 2      | John G. Capstaff, Eastman-Kodak                                           | Sconosciuto                                   |
| Technicolor Process 1                               | 1917 (1916)        | 1921 (1922)                                | Additiva               | 2      | Daniel F. Comstock, Herbert Kalmus, W. Burton Wescott                     | The Gulf Between (1917)                       |
| Douglass Color, Natural Color                       | 1918               |                                            | Additiva               | 2      | Leon Forrest Douglass                                                     | Nature Scenes (1918), Cupid Angling (1918)    |
| Kesdacolor                                          | 1918               |                                            | Sottrattiva            | 2      | William van Doren Kelley, Carroll H. Dunning                              | American Flag (1918)                          |
| Prizma                                              | 1919 (1918)        | 1928                                       | Sottrattiva            | 2      | William van Doren Kelley                                                  | La gloriosa avventura (1921)                  |
| Zoechrome                                           | 1920               |                                            | Sottrattiva            | 3      | T.A. Mills                                                                | Sconosciuto                                   |
| ColorCraft                                          | 1921               |                                            | Sottrattiva            | 2      | W.H. Peck                                                                 | Sconosciuto                                   |
| Heraute Color                                       | 1921?              |                                            |                        |        |                                                                           | L'éternal amour                               |
| Polychromide                                        | 1922               |                                            | Additiva               | 2      | Aron Hamburger                                                            | Sconosciuto                                   |
| Hambschlegel                                        | 1922?              |                                            |                        |        |                                                                           | Jankee Doodle, Jr. (1922)                     |
| Technicolor Process 2                               | 1922               | 1928 (1927)                                | Sottrattiva            | 2      | Daniel F. Comstock, Joseph A. Ball, Leonard T. Troland, Jarvis M. Andrews | The Toll of the Sea (1922)                    |
| British Cinecolour                                  | 1925               |                                            | Additiva               | 2      | William van Doren Kelley Max Handschiegl                                  | Sconosciuto                                   |
| Kelleycolor                                         | 1926               |                                            | Sottrattiva            | 2      | William van Doren Kelley Max Handschiegl                                  | Sconosciuto                                   |
| Busch Color                                         | 1926 (1928) (1930) |                                            | Additiva               | 2      |                                                                           | Sconosciuto                                   |
| Duplex Color Plates                                 | 1927               |                                            |                        |        |                                                                           |                                               |
| Herault Trichrome                                   | 1929 (1926)        |                                            | Additiva               | 3      |                                                                           |                                               |
| Kodacolor                                           | 1928               | 3                                          | Additiva (lenticolare) |        | Franzosen Rodolphe Berthon                                                | No (solo 16mm)                                |
| Splendicolor                                        | 1928               |                                            | Sottrattiva            | 3      |                                                                           | Sconosciuto                                   |
| Technicolor Process 3                               | 1928               |                                            | Sottrattiva            | 2      | Daniel F. Comstock                                                        | I vichinghi (1928)                            |
| Multicolor                                          | 1928 (1929)        | 1933                                       | Sottrattiva            | 2      | William T. Crespinel                                                      | Sconosciuto                                   |
| Rainbow cOlor                                       | 1928?              |                                            |                        |        |                                                                           |                                               |
| Harriscolor                                         | 1929 (1928)        |                                            | Sottrattiva            | 2      | William Van Doren Kelley                                                  | Sconosciuto                                   |
| Finlay Color                                        | 1929               |                                            | Additiva (mosaico)     |        | Clare Finlay                                                              | Sconosciuto                                   |
| Horst Color                                         | 1939 (1929)        |                                            | Additiva               | 3      | L. Horst                                                                  | Sconosciuto                                   |
| Zoechrome                                           | 1929               |                                            | Sottrattiva            | 4      |                                                                           | Sconosciuto                                   |
| Magnachome                                          | 1929?              |                                            | Additiva               | 2      |                                                                           |                                               |
| Magnacolor                                          | 1930               |                                            | Sottrattiva            | 2      |                                                                           |                                               |
| Raycol                                              | 1930 (1928)        | 1933 (1935)                                | Additiva               | 2      | Maurice Elvey                                                             | The Skipper of the Osprey (1933)              |
| Cinechrome                                          | 1930               |                                            | [ignota]               |        | Cinecolor Ltd.                                                            | Sconosciuto                                   |
| Cineoptichrome                                      | 1930               |                                            | Additiva               | 2      | Lucien Roux, Armand Roux                                                  | Sconosciuto                                   |
| Dascolor                                            | 1930               |                                            | Sottrattiva            | 2      | M. L. F. Dassonville                                                      | Sconosciuto                                   |
| Harmonicolor                                        | 1930               |                                            | Additiva               | 2      | Maurice Combs                                                             | Sconosciuto                                   |
| Hirlicolor                                          | 1930               |                                            | Sottrattiva            | 2      | George A. Hirliman                                                        | Sconosciuto                                   |
| Photocolor                                          | 1930               |                                            | Sottrattiva            | 2      |                                                                           | Sconosciuto                                   |
| Pilney Color                                        | 1930               |                                            | Sottrattiva            | 2      |                                                                           | Sconosciuto                                   |
| Sennettcolor Sennett Color                          | 1930               |                                            | Sottrattiva            | 2      | Mack Sennett (finanziatore)                                               | Sconosciuto                                   |
| Sirius Color                                        | 1930               |                                            | Sottrattiva            | 2      | L. Horst                                                                  | Sconosciuto                                   |
| UFAcolor, Chemicolor, Spectracolor                  | 1930               |                                            | [ignota]               |        | UFA Studios                                                               | Pagliacci (1930)                              |
| Agfacolor                                           | 1930 (1932)        |                                            | Additiva (lenticolare) | 3      | AGFA                                                                      | No (solo 16mm)                                |
| Vitacolor                                           | 1930               |                                            | Additiva               | 2      | William Van Doren Kelley, Max B. Du Pont (finanziatore)                   | Sconosciuto                                   |
| Kislyn                                              | 1930               |                                            | Additiva               | 3      |                                                                           |                                               |
| Chimicolor                                          | 1931               |                                            | Sottrattiva            | 3      | Syndicate de la Cinematographe des Couleurs                               | Sconosciuto                                   |
| Dufaycolor                                          | 1931               | 1940                                       | Additiva (mosaico)     |        | Louis Dufay, Dufay-Chromex Co.                                            | Sconosciuto                                   |
| DuPack                                              | 1931               |                                            | Sottrattiva            | 2      | DuPont Co.                                                                | Sconosciuto                                   |
| Finlay Color (II), Finlaychrome                     | 1931               |                                            | Additiva (mosaico)     |        | Clare Finlay                                                              | Sconosciuto                                   |
| Technicolor Process 4                               | 1932               | 1955                                       | Sottrattiva            | 3      | Joseph A. Ball                                                            | Flowers and Trees (1932)                      |
| Morgana Color                                       | 1932               |                                            | Additiva               | 3      | Bell and Howell                                                           | No (solo 16mm)                                |
| Cinecolor                                           | 1933 (1932)        |                                            | Sottrattiva            | 2      | William T. Crispinel, Alan M. Gundelfinger                                | Sconosciuto                                   |
| Gasparcolor Gaspar Color                            | 1933               | 1949                                       | Sottrattiva            | 3      | Bela Gaspar, Imre Gaspar                                                  | Kreise (1933), Muratti Greift Ein (1934)      |
| Francita Process, Opticolor (UK)                    | 1935               |                                            | Additiva               | 2      | British Realita Syndica, Ltd.                                             | Sconosciuto (July 1935, Paris, France)        |
| Kodachrome                                          | 1935               |                                            | Sottrattiva            | 3      | Eastman-Kodak                                                             | No (solo 16mm)                                |
| Telco-Color                                         | 1936               |                                            | Sottrattivo            | 3      |                                                                           | Cavalcade of Texas (1938)                     |
| [Procedimento sovietico di nome ignoto]             | 1936               |                                            | Sottrattiva            | 2      |                                                                           | Nightingale (1936)                            |
| Agfacolor neu                                       | 1936               |                                            | Sottrattiva            | 3      |                                                                           |                                               |
| Agfacolor, Sovcolor, Chrome Color, Art Chrome Color | 1936 (1939)        |                                            | Sottrattiva            | 3      | I.G. Farben                                                               | Frauen sind doch bessere Diplomaten (1939-41) |
| Lumicolor                                           | 1936               |                                            | Additiva               | 3      | Fratelli Lumière                                                          | Le centenaire de l'Arc de Triomphe (1936)     |
| Brewster 3-color                                    | 1936               |                                            | Sottrattiva            | 3      |                                                                           |                                               |
| Dugromacolor                                        | 1937               |                                            | Additiva               | 3      | Dumas, Grosset, and Marx                                                  | Symphonie provençale (1949)                   |
| Dunningcolor                                        | 1937               |                                            | Sottrattiva            | 3      | Carroll H. Dunning, Dodge Dunning                                         | Tehauntepec (1937)                            |
| Cosmocolor System 1                                 | 1935               |                                            | Additiva               | 2      | Otto C. Gilmore                                                           | Isle of Destiny (1940)                        |
| Cosmocolor System 2                                 | 1935 (1940)        |                                            | Sottrattiva            | 2      | Otto C. Gilmore                                                           | Isle of Destiny (1940)                        |
| Neue Agfacolor                                      | 1939               |                                            | Sottrattiva            | 3      |                                                                           |                                               |
| Thomascolor                                         | 1942               |                                            | Additiva               | 3      | Richard Thomas                                                            | Sconosciuto                                   |
| Anscochrome                                         | 1942               |                                            | Sottrattiva            | 3      |                                                                           |                                               |
| Ansco Color                                         | 1943               | 1955                                       | Sottrattiva            | 3      | General Aniline and Film Corp.                                            | Climbing the Matterhorn (1948)                |
| Cosmocolor System 3                                 | 1943               |                                            | Sottrattiva            | 3      |                                                                           |                                               |
| Thomson color                                       | 1946               |                                            | Additivo               | 3      |                                                                           | Jour de fête (1949)                           |
| Cinefotocolor Realcolor Exotic couleur              | 1947               |                                            | Additiva               | 2      |                                                                           | Sconosciuto                                   |
| Fullcolor                                           | 1947               |                                            | Sottrattiva            | 3      |                                                                           | The Goldwyn Follies (1947)                    |
| Gevacolor                                           | 1947               |                                            | Sottrattiva            | 3      |                                                                           |                                               |
| Sovcolor                                            | 1947               |                                            |                        |        |                                                                           |                                               |
| Roux Color Rouxcolor                                | 1948 (1947)        |                                            | Additiva               | 4 (3?) | Lucien Roux, Armand Roux                                                  | The Miller's Daughter (1948)                  |
| Konicolor                                           | 1948               |                                            | Sottrattiva            | 3      | Konishi Roku                                                              |                                               |
| Magicolor                                           | 1948               |                                            | Sottrattivo            | 3      |                                                                           | The Magic Horse (1948)                        |
| Polacolor                                           | 1948               |                                            | Sottrattiva            | 3      | Polaroid Corp.                                                            | Sconosciuto                                   |
| Dufaychrome                                         | 1948               |                                            | Sottrattiva            | 3      |                                                                           |                                               |
| Technichrome                                        | 1948               |                                            | Sottrattiva            | 2      | Technicolor Company of England                                            | The Olympic Games of 1948                     |
| British tricolor                                    | 1948?              |                                            | Sottrattiva            | 3      | Republic Pictures, Consolidated Film Industries                           | This Is Korea! (1951)                         |
| Trucolor                                            | 1950 (1948)        |                                            | Sottrattiva            | 3      | Republic Pictures, Consolidated Film Industries                           | This Is Korea! (1951)                         |
| SuperCineColor, Cinecolor [II]                      | 1950 (1948)        |                                            | Sottrattiva            | 3      | Alan M. Gundelfinger                                                      | The Sword of Monte Cristo (1951)              |
| Eastman Color                                       | 1951 (1950)        |                                            | Sottrattiva            | 3      | Eastman Kodak                                                             | Royal Journey (1952)                          |
| Fujicolor                                           | 1951 (1953)        |                                            | Sottrattiva            | 3      |                                                                           | Adventure of Natsuko (1953)                   |
| Ferraniacolor                                       | 1952               |                                            | Sottrattiva            | 3      |                                                                           | Totò a colori (1952)                          |
| Fox Lenticular Film                                 | 1953               |                                            | Additiva (lenticolare) |        | Twentieth Century-Fox                                                     | No (solo sperimentale)                        |
| Technicolor Process 5                               | 1955               | 1975 (USA) -- 1980 (Europa) -- 1993 (Cina) | Sottrattiva            | 3      |                                                                           |                                               |
| Dynachrome                                          | 1960               |                                            | Sottrattiva            | 3      |                                                                           |                                               |
| Panacolor                                           | 1962               |                                            | Sottrattiva            | 3      |                                                                           |                                               |
| Polavision                                          | 1976 (1978)        |                                            | Additiva               | 3      |                                                                           |                                               |
| Technicolor Process 6                               | 1997               | 2002                                       | Sottrattiva            | 3      |                                                                           |                                               |